# Andrew Hampsten

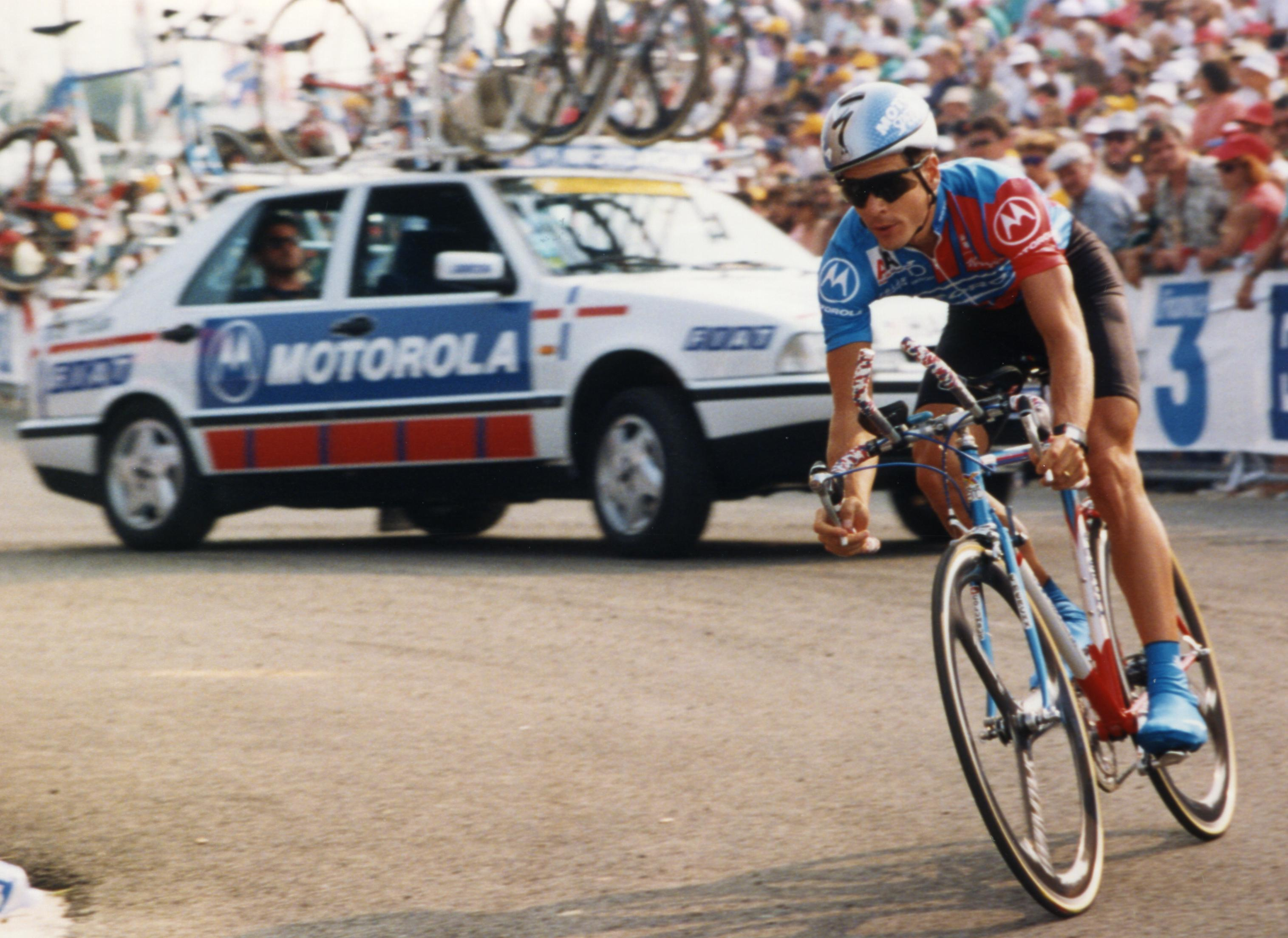
Andrew Hampsten

Andrew 'Andy' Hampsten (* 7. April 1962 in Columbus, Ohio) ist ein ehemaliger US-amerikanischer Radrennfahrer. Sein größter Erfolg war der Sieg beim Giro d’Italia 1988.

## Radsportkarriere
Sein erster größerer internationaler Erfolg gelang Hampsten beim Giro d’Italia 1985, den er als Mitglied des US-amerikanischen Radsportteams 7 Eleven bestritt. Er gewann die Bergankunft der 20. Etappe und wurde 20. in der Gesamtwertung. Im Jahr 1986 fuhr er für die französische Mannschaft La Vie Claire und wurde bei der Tour de France als Helfer der Teamkapitäne Bernard Hinault und Greg LeMond, die die Plätze eins und zwei belegten, Gesamtvierter und gewann das Weiße Trikot. Sein größter Erfolg war der Sieg beim Giro d’Italia 1988, nachdem er sich auf der schwersten Etappe über den Gaviapass bei Schneesturm und Minus-Temperaturen die Führung im Gesamtklassement sicherte. Im Coors International Bicycle Classic gewann er 1988 eine Etappe.
1989 wurde er Dritter. Bei der Tour de France 1992 konnte er seinen vierten Rang von 1986 wiederholen und gewann die Bergankunft nach Alpe d’Huez. Außerdem gelang ihm der Gesamtsieg bei der Tour de Suisse 1986 und 1987 sowie bei der Tour de Romandie 1992.

## Beruf und Privatleben
Hampsten wuchs als Sohn zweier Englisch-Professoren der Universität von Grand Forks, North Dakota auf. Er ist verheiratet und hat eine Tochter. Heute lebt er in der Toskana, wo er die Cinghiale Cycling Tours ausrichtet. Zusammen mit seinem Bruder Steve betreibt er in Seattle eine Fahrradfirma.

## Erfolge
1985
- eine Etappe Giro d’Italia

1986
- Gesamtwertung Tour de Suisse
- Nachwuchswertung Tour de France

1987
- Gesamtwertung Tour de Suisse

1988
- Gesamtwertung und Bergwertung Giro d’Italia

1989
- Gesamtwertung Schwaben Bräu Cup

1992
- Gesamtwertung Tour de Romandie
- eine Etappe Tour de France

## Grand-Tour-Platzierungen
| Grand Tour            | 1985 | 1986 | 1987 | 1988 | 1989 | 1990 | 1991 | 1992 | 1993 | 1994 | 1995 |
| --------------------- | ---- | ---- | ---- | ---- | ---- | ---- | ---- | ---- | ---- | ---- | ---- |
| Giro d’ItaliaGiro     | 20   | –    | –    | 1    | 3    | –    | –    | 5    | 14   | 10   | 58   |
| Tour de FranceTour    | –    | 4    | 16   | 15   | 22   | 11   | 8    | 4    | 8    | –    | –    |
| Vuelta a EspañaVuelta | –    | –    | –    | –    | –    | –    | –    | –    | –    | –    | –    |

## Teams
- 1985: 7-Eleven
- 1986: La Vie Claire
- 1987–1990: 7-Eleven
- 1991–1994: Motorola
- 1995: Banesto
- 1996: US Postal Service Pro Cycling Team